# Prêmio Brasil Criativo
O Prêmio Brasil Criativo é uma premiação brasileira que recebeu em 2014 a chancela do Ministério da Cultura como a premiação oficial da Economia Criativa no Brasil. Ele abrange os cinco campos de interesse da economia criativa: Criações Culturais e Funcionais, Audiovisual e Literatura, Patrimônio, Artes de Espetáculo e Expressões Culturais além do prêmio de Reconhecimento por Trabalho Consagrado.
Acontece em 5 diferentes etapas, sendo a primeira dela as inscrições online, seguida por uma primeira seleção realizada pelos curadores, entre eles Tiago Yonamine, fundador da plataforma trampos, Bárbara Almeida, fundadora da Dress & Go, Hamilton Berteli, vice-presidente da IBM, Mariana Ribeiro, ex-coordenadora da Secretaria de Economia Criativa do Ministério da Cultura e Cristian Cunha, diretor de relações institucionais da Escola Britânica de Artes Criativas, e uma segunda eleição por voto popular na internet, e a seleção final, na qual os curadores escolherão um trabalho de cada categoria. A iniciativa e realização é da Organização Mundial da Criatividade (em inglês: World Creativity Organization - WCO), uma organização privada de atuação global que atua com o propósito de aumentar a conscientização de indivíduos, organizações e governos sobre o valor da criatividade como matéria-prima para a solução de problemas e, por extensão, no desenvolvimento social, tecnológico e econômico sustentáveis em nosso século.

## Vencedores

### Arquitetura
- 2023 - Museu Judaico de São Paulo – São Paulo, SP[3]

### Arte Urbana
- 2023 - Festival Concreto – Fortaleza, CE[3]

### Artesanato
- 2023 - Maravilhoso Mundo do Bordado Artístico – Conselheiro Lafaiete, MG[3]

### Audiovisual
- 2023 - Ava Amazônia – Belém, PA[3]

### Criadores de conteúdo
- 2023 - Guia Negro – Guilherme Soares Dias – São Paulo, SP[3]

### Design
- 2023 - Olhe VoteMude – Natal, RN[3]

### Game
- 2023 - Não me Toca Seu Boboca – Teresópolis, RJ[3]

### Gastronomia
- 2023 - Sabor de Coco / Indústria Eco Sustentável – Parnamirim, RN[3]

### Moda
- 2023 - Marca Foz – São Paulo, SP[3]

### Música
- 2023 - Rádio Sucata – Mogi Mirim, SP[3]

### Publicidade
- 2023 - Bamboo Stock – São Paulo, SP[3]

### Tecnologia
- 2023 - Smart Tour Brasil – Florianópolis, SC[3]

### Lideranças Criativas
- 2023 - Anderson Bosh – Campo Grande, MS[3]

### Comunidades Criativas
- 2023 - Bando de Teatro Olodum – Salvador, BA[3]

### Territórios Criativos
- 2023 - Distrito Criativo de Porto Alegre – Porto Alegre, RS[3]